# 東北雙齒七鰓鰻
東北雙齒七鰓鰻（學名：Eudontomyzon morii），為圓口綱七鰓鰻目七鰓鰻科雙齒七鰓鰻屬的一種，分布於亞洲中國與北韓間的鴨綠江流域，本魚牙齒大多數呈絨毛狀，口上板，單尖牙2顆；口下板，齒6-10顆，每側最外側的齒通常為雙尖齒，內側的齒為單尖齒，3排前葉；第一排前牙，3-5顆單尖牙； 1-2排外側，第一排後牙，19-24 顆單尖牙；橫舌板，單尖齒13-19顆，中尖齒增大；縱向舌板，每片有14-15顆單尖齒，尾鰭鏟狀，體長可達29公分，棲息在水質清澈、沙石底質的溪流，生活習性不明。